# Poesia
La poesia (dal greco antico ποιεῖν, produrre, creare) è una forma d'arte che crea, con la scelta e l'accostamento di parole secondo particolari leggi metriche, un componimento fatto di frasi dette versi, in cui il significato semantico si lega al suono musicale dei fonemi. La poesia ha quindi in sé alcune qualità della musica e riesce a trasmettere concetti e stati d'animo in maniera più evocativa e potente di quanto faccia la prosa, in cui le parole non sottostanno alla metrica.

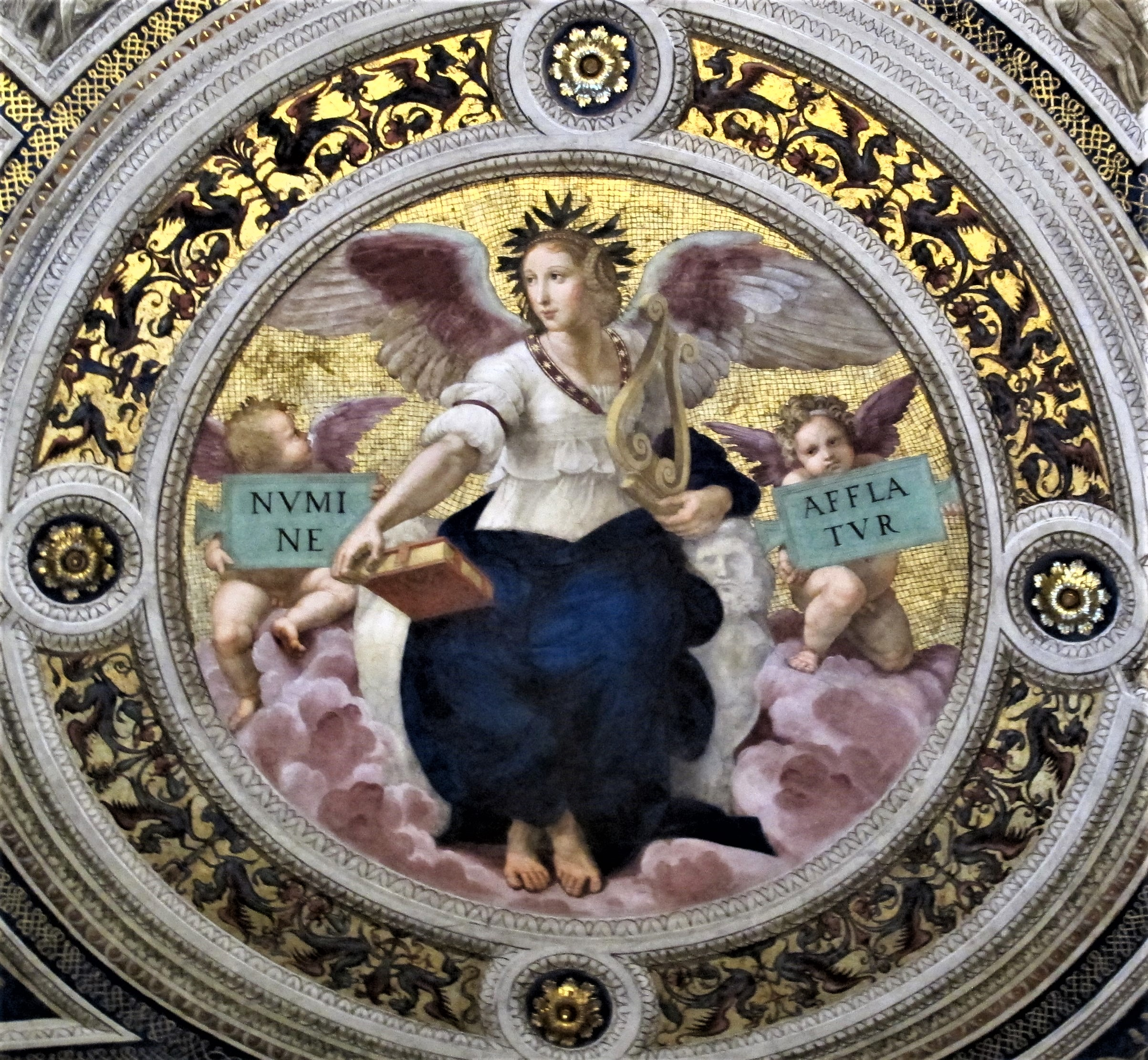
Allegoria della Poesia, in un affresco di Raffaello sul soffitto della Stanza della Segnatura ai Musei Vaticani: raffigurata con un libro e una lira nelle mani, viene definita numine afflatur dalla scritta sorretta dai due putti ai lati, che significa «è ispirata da Dio».

La lingua nella poesia ha una doppia funzione:
- Vettore di significati - con contenuti sia informativi sia emotivi;
- Vettore di suoni.
Per svolgere efficacemente questa duplice funzione, la sintassi e l'ortografia possono subire variazioni rispetto alle norme dell'Italiano neostandard (le cosiddette licenze poetiche) se ciò è funzionale (non solo esteticamente) ai fini della comunicazione del messaggio.
A questi due aspetti della poesia se ne aggiunge un terzo quando una poesia, anziché essere letta direttamente, è ascoltata: con il proprio linguaggio del corpo e il modo di leggere, il lettore interpreta il testo, aggiungendo la dimensione teatrale della dizione e della recitazione. Nel mondo antico - ed anche in molte culture odierne - poesia e musica sono spesso unite, come accade anche nei Kunstlieder tedeschi, poesie d'autore sotto forma di canzoni accompagnate da musiche appositamente composte.
Queste strette commistioni fra significato e suono rendono estremamente difficile tradurre una poesia in lingue diverse dall'originale, perché il suono e il ritmo originali vanno irrimediabilmente persi e devono essere sostituiti da un adattamento nella nuova lingua, che in genere è solo un'approssimazione dell'originale. Queste particolari criticità insite nella traduzione poetica determinano spesso un ampliamento del ruolo e delle competenze del traduttore anche in relazione alla progettualità e al lavoro editoriali nell'allestimento di raccolte e collane di poesia tradotta.
(Ralph Waldo Emerson)

## Poesia antica e moderna

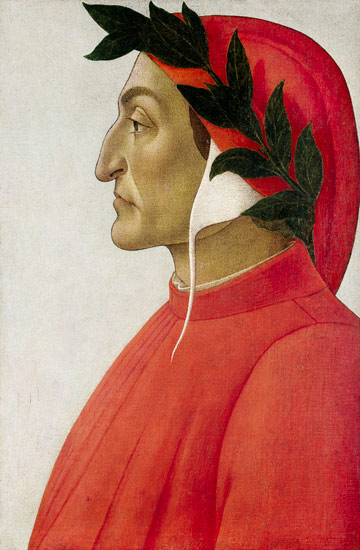
Il sommo poeta, uno dei più importanti letterati fiorentini ed italiani

La poesia è nata prima della scrittura: le prime forme di poesia erano orali, come l'antichissimo canto a batocco dei contadini e i racconti dei cantastorie. Nei paesi anglosassoni la trasmissione orale della poesia era molto forte e lo è ancor oggi. Successivamente fu accompagnata dalla lira, strumento musicale utilizzato a quell'epoca.
La prima poetessa della storia di cui si abbia notizia fu la sacerdotessa sumera Enheduanna, vissuta nella Mesopotamia del XXIV secolo a.C.  Nell'età romana la poesia si basava sull'alternanza tra sillabe lunghe e sillabe brevi: il metro più diffuso era l'esametro. Essa doveva essere letta scandendola rigorosamente a tempo. Dopo l'XI secolo il volgare, da dialetto parlato dai ceti popolari viene innalzato a dignità di lingua letteraria, accompagnando lo sviluppo di nuove forme di poesia. In Italia la poesia, nel periodo di Dante e Petrarca si afferma come mezzo di intrattenimento letterario e assume forma prevalentemente scritta: intorno alla fine del quattrocento prese piede anche la poesia burlesca.
Nel XIX secolo, con la nascita del concetto dell'arte per l'arte, la poesia si libera progressivamente dai vecchi moduli e compaiono sempre più frequentemente componimenti in versi sciolti, cioè che non seguono alcun tipo di schema e spesso non hanno nemmeno una rima.
Via via che la poesia si evolve, si libera da schemi obbligati per poi diventare forma pura d'espressione.
Il concetto di poesia oggi è molto diverso da quello dei modelli letterari; molta della poesia italiana contemporanea non rientra nelle forme e nella tradizione, e il consumo letterario è molto più orientato al romanzo e in generale alla prosa, spostando la poesia verso una posizione secondaria.

## Tipi di poesia

John Keats, celebre poeta inglese ed esponente del romanticismo

Altre forme di componimento poetico - oltre ai poemi - sono:
- La poesia didascalica, che è quella che mira a insegnare poeticamente verità utili all'uomo. Comprende questi componimenti:
  - l'epistola
  - la satira
  - l'epigramma
  - la favola; a questi si aggiunga l'epicedio, forma letteraria con origini arcaiche e dalla storia a sè:
  - epicedio
- La poesia amorosa
- Ballata
- Quartina
- Sestina
- Canzone

### Sottocategorie nazionali di poesie
Nella lingua italiana la poesia letteraria canonica può assumere tre forme diverse, il sonetto, la canzone e l'ode: forme popolari sono la filastrocca e lo stornello. Altri tipi di componimenti poetici sono stati sperimentati dagli anni settanta in poi, trasformando la poesia lineare con apporti video, il sonoro intrinseco alla parola, ma anche come contributo indipendente dalla stessa, variabili negli happening e registrabili in partiture. Alcune forme poetiche sono state formalizzate in altre civiltà e culture del mondo:
| Italia - Sonetto (Scuola siciliana) - Canzone (Scuola Siciliana, Dolce stil novo) - Ballata - Ode - Madrigale - Villanella - ermetica - sonora - videopoesia - olistica Sottocategorie popolari - Filastrocca - Stornello (Italia Centrale e Meridionale) - Bosinada (Milano) |  | Regno Unito Inghilterra - Clerihew - Rhyme royal - Villanella - Ballad Galles - Englyn Irlanda - Limerick | Danimarca - Grook Francia - Ballade - Rondeau - Rondel - Triolet - Villanelle - Chant royal - Virelai ancien - Virelai nouveau - Kyrielle | Arabia - Ghazal Israele - Kimo Grecia antica - Elegia - Epigramma | / Corea - Pantun - Sijo Giappone - Renga - Tanka - Haiku - Senryū Cina - Tang Shi - Song Ci - Yuan Qu |